# Sanghar
Sanghar (Sindhi سانگھڙ, Urdu سانگھڑ) ist der Verwaltungssitz des Distrikt Sanghar in der Provinz Sindh in Pakistan.

## Bevölkerungsentwicklung
| Zensusjahr | Einwohnerzahl |
| ---------- | ------------- |
| 1972       | 19.739        |
| 1981       | 29.239        |
| 1998       | 50.696        |
| 2017       | 75.410        |